# 钟鸣站
钟鸣站是位于安徽省铜陵市义安区钟鸣镇的一个铁路车站，邮政编码244121。车站建于1971年，有宁铜铁路、庐铜铁路经过该站，现仅办理仅办理专用线整车发到货运业务，不办理客运业务，车站及其上下行区间均未电气化。车站距离中华门站188公里，隶属中国铁路上海局集团有限公司，是四等站。
车站设有建筑面积52.7平方米旅客候车室一座、票房13.6平方米以及一座行包房，另有其它服务房计20平方米。站线设有3条股道，包括1条正线、2条到发线，另设有一条通往国电铜陵发电有限公司的专用线。